# Christoph Baumgartner
Pour les articles homonymes, voir Baumgartner.
Christoph Baumgartner né le 1er août 1999 à Horn en Autriche, est un footballeur international autrichien qui évolue au poste de milieu offensif au RB Leipzig.

## Biographie

### TSG Hoffenheim
Formé en grande partie en Autriche notamment par le club de sa ville natale, le SV Horn, où il a débuté le football, puis à l'AKA St. Pölten, Christoph Baumgartner poursuit sa formation en Allemagne en rejoignant en 2017 le TSG Hoffenheim. En janvier 2019 Baumgartner est intégré à l'équipe première d'Hoffenheim. Il fait sa première apparition en professionnel le 11 mai 2019 lors d'un match de Bundesliga de la saison 2018-2019 face au Werder Brême. Entré en cours de partie à la place de Nadiem Amiri, Hoffenheim est battu ce jour-là (0-1).
Le 17 décembre 2019 Christoph Baumgartner inscrit son premier but en professionnel lors de la victoire en championnat face à l'Union Berlin (0-2 score final). Le 26 janvier 2020 il marque son deuxième but, sur une talonnade inspirée qui trompe Jiří Pavlenka le portier du Werder Brême (Hoffenheim s'impose 0-3). Le 27 mai 2020 il réalise son premier doublé, contribuant à la victoire de son équipe face au FC Cologne en championnat (3-1). Il devient un membre régulier de l'équipe première lors de la saison 2019-2020. Il est d'ailleurs récompensé de ses prestations en étant élu joueur de la saison du TSG Hoffenheim.
Le 25 février 2022, Baumgartner réalise un doublé contre le VfB Stuttgart, lors d'une rencontre de Bundesliga, il donne ainsi la victoire à son équipe (2-1 score final),.

### RB Leipzig
Le 23 juin 2023, Christoph Baumgartner quitte le TSG Hoffenheim afin de s'engager en faveur du RB Leipzig. Il signe un contrat courant jusqu'en juin 2028.
Baumgartner inscrit son premier but pour le RB Leipzig le 28 octobre 2023, lors d'une rencontre de championnat face au FC Cologne. Il entre en jeu et participe à la victoire de son équipe en marquant d'une frappe lointaine (6-0 score final)

### En sélection

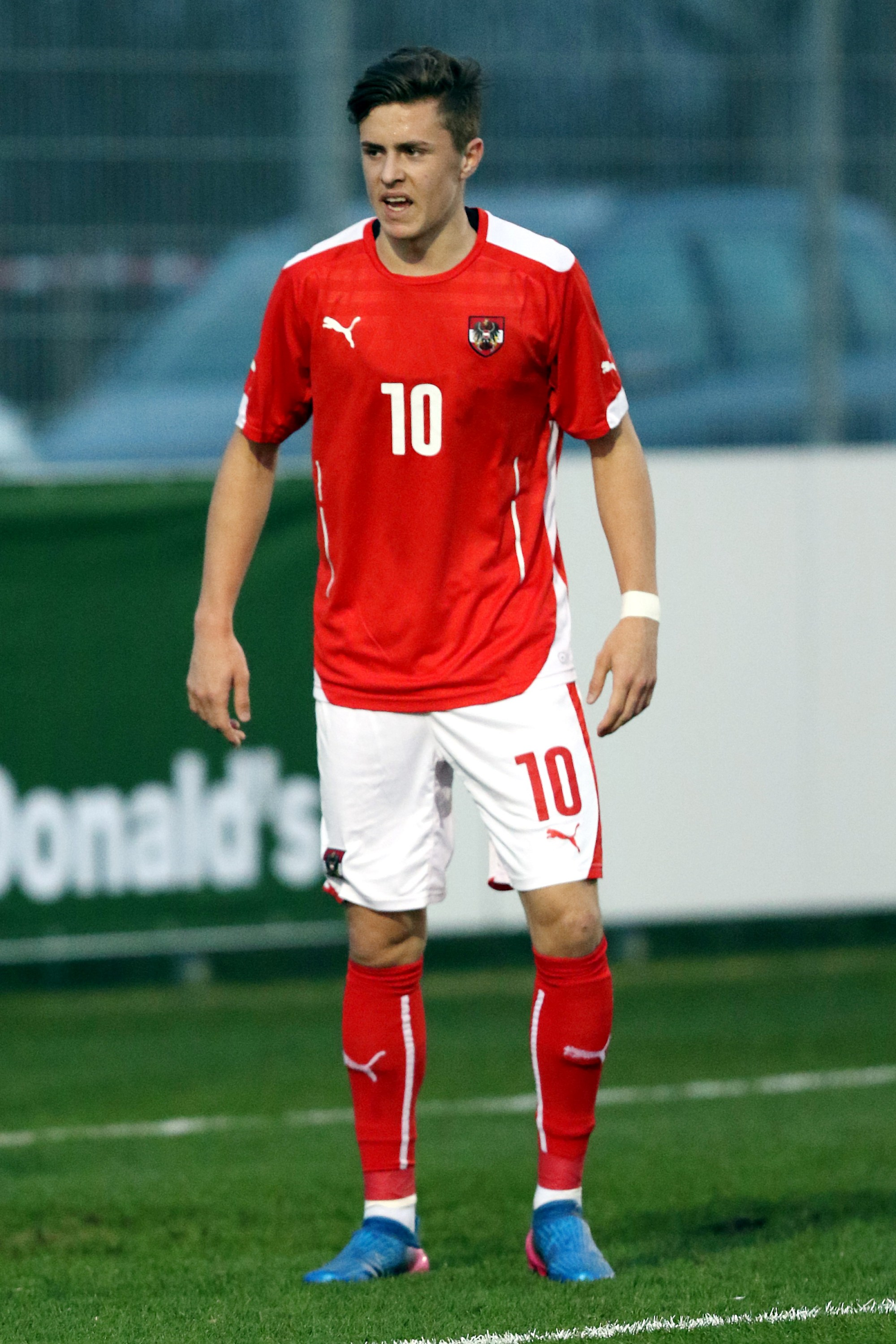
Baumgartner le 23 mars 2017.

### En jeunes
Avec les moins de 16 ans, il est l'auteur d'un doublé contre la Slovénie, le 9 septembre 2014.
Avec les moins de 17 ans, il participe au championnat d'Europe des moins de 17 ans en 2016. Lors de cette compétition organisée en Azerbaïdjan, il joue quatre matchs. Il se met en évidence lors de la première rencontre face à la Bosnie-Herzégovine, en inscrivant un doublé. L'Autriche s'incline en quart de finale face au Portugal.
Avec les moins de 19 ans, il réussit la performance d'inscrire quatre buts en huit matchs.
Le 10 novembre 2017, Baumgartner joue son premier match avec l'équipe d'Autriche espoirs, face à la Serbie, lors des éliminatoires de l'Euro espoirs 2019. Il entre en jeu en cours de partie, et son équipe s'incline sur le score de trois buts à un.
Il participe ensuite à la phase finale du championnat d'Europe espoirs en mai 2019. Baumgartner joue deux matchs lors de ce tournoi organisé en Italie. Avec un bilan d'une victoire, d'un nul et une défaite, l'Autriche ne parvient pas à sortir de la phase de groupe.
Le 9 septembre 2019, lors des éliminatoires du championnat d'Europe 2021 contre l'Albanie, il inscrit son premier but avec les espoirs, et délivre également une passe décisive, contribuant ainsi à la large victoire de son équipe (0-4). Le 15 octobre suivant il marque à nouveau, lors d'une défaite face à l'Angleterre (5-1).

### Avec les A
Le 4 septembre 2020, Christoph Baumgartner honore sa première sélection avec l'équipe nationale d'Autriche, face à la Norvège. Il est titulaire au poste d'ailier gauche lors de cette rencontre qui voit les Autrichiens remporter la partie (1-2). Trois jours plus tard, il se met en évidence en inscrivant son premier but avec l'Autriche, contre la Roumanie. Il délivre également, à cette occasion, une passe décisive. Il ne peut toutefois empêcher la défaite de son équipe sur le score de 2-3. Ces deux rencontres rentrent dans le cadre de la Ligue des nations.
Un mois plus tard, le 7 octobre, il inscrit son deuxième but avec l'Autriche, lors d'une rencontre amicale face à la Grèce (victoire 2-1). Par la suite, le 14 octobre suivant, il délivre une nouvelle passe décisive, encore contre la Roumanie (victoire 0-1 en Ligue des nations).
Il est convoqué par Franco Foda, le sélectionneur de l'équipe nationale d'Autriche dans la liste des 26 joueurs autrichiens retenus pour participer à l'Euro 2020. Durant ce tournoi il joue quatre matchs, à chaque fois en partant comme titulaire. Il s'illustre le 21 juin face à l'Ukraine en marquant un but à la réception d'un corner, permettant à son équipe de remporter le match (0-1 score final) et qualifiant par la même occasion son équipe pour les huitièmes de finale. Il s'agit de la première qualification de l'histoire de l'Autriche pour la phase à élimination direct du championnat d'Europe. Baumgartner participe aux huitièmes de finale, le 26 juin contre l'Italie. Son équipe est battue après les prolongations sur le score de deux buts à un, et donc éliminée.
Le 20 juin 2023, Baumgartner se fait remarquer contre la Suède, lors d'une rencontre comptant pour les éliminatoires de l'Euro 2024, en réalisant son premier doublé pour la sélection autrichienne. Titulaire, il donne la victoire à son équipe en marquant les deux seuls buts de la partie,.
Lors du rassemblement de mars 2024, Baumgartner inscrit le but le plus rapide de l'histoire des matchs internationaux de football : en 6 secondes contre la Slovaquie.
Le 7 juin 2024, il fait partie de la liste des 26 joueurs convoqués par Ralf Rangnick pour disputer l'Euro 2024. Le 21 juin, lors du deuxième match de poules face à la Pologne il redonne l'avantage aux siens en marquant le deuxième but autrichien sur une passe décisive d'Alexander Prass.  

## Vie personnelle
Christoph Baumgartner est le frère de Dominik Baumgartner.

## Statistiques
| Saison                | Club                  | Championnat           | Championnat | Championnat | Championnat | Coupe(s) nationale(s) | Coupe(s) nationale(s) | Coupe(s) nationale(s) | Compétition(s) continentale(s) | Compétition(s) continentale(s) | Compétition(s) continentale(s) | Compétition(s) continentale(s) | Total | Total | Total |
| Saison                | Club                  | Division              | M.          | B.          | P.d.        | M.                    | B.                    | P.d.                  | Comp.                          | M.                             | B.                             | P.d.                           | M.    | B.    | P.d.  |
| 2018-2019             | TSG Hoffenheim        | Bundesliga            | 2           | 0           | 0           | -                     | -                     | -                     | -                              | -                              | -                              | -                              | 2     | 0     | 0     |
| 2019-2020             | TSG Hoffenheim        | Bundesliga            | 26          | 7           | 2           | 2                     | 0                     | 1                     | -                              | -                              | -                              | -                              | 28    | 7     | 3     |
| 2020-2021             | TSG Hoffenheim        | Bundesliga            | 31          | 6           | 3           | 2                     | 0                     | 0                     | C3                             | 8                              | 4                              | 0                              | 41    | 10    | 3     |
| 2021-2022             | TSG Hoffenheim        | Bundesliga            | 29          | 7           | 2           | 2                     | 0                     | 1                     | -                              | -                              | -                              | -                              | 31    | 7     | 3     |
| 2022-2023             | TSG Hoffenheim        | Bundesliga            | 33          | 7           | 3           | 3                     | 0                     | 0                     | -                              | -                              | -                              | -                              | 36    | 7     | 3     |
| Sous-total            | Sous-total            | Sous-total            | 121         | 27          | 10          | 9                     | 0                     | 2                     | -                              | 8                              | 4                              | 0                              | 138   | 31    | 12    |
| 2023-2024             | RB Leipzig            | Bundesliga            | 32          | 5           | 1           | 2                     | 0                     | 0                     | C1                             | 6                              | 0                              | 1                              | 40    | 5     | 2     |
| 2024-2025             | RB Leipzig            | Bundesliga            | 31          | 2           | 2           | 3                     | 1                     | 1                     | C1                             | 8                              | 2                              | 2                              | 42    | 5     | 5     |
| 2025-2026             | RB Leipzig            | Bundesliga            | 0           | 0           | 0           | 1                     | 0                     | 0                     | -                              | -                              | -                              | -                              | 1     | 0     | 0     |
| Sous-total            | Sous-total            | Sous-total            | 63          | 7           | 3           | 6                     | 1                     | 1                     | -                              | 14                             | 2                              | 2                              | 83    | 10    | 6     |
| Total sur la carrière | Total sur la carrière | Total sur la carrière | 184         | 34          | 13          | 15                    | 1                     | 3                     | -                              | 22                             | 6                              | 2                              | 221   | 41    | 18    |

### Buts internationaux
| 0  | Date               | Lieu                                     | Adversaire  | Score | Résultats | Compétitions                      |
| -- | ------------------ | ---------------------------------------- | ----------- | ----- | --------- | --------------------------------- |
| 1  | 7 septembre 2020   | Wörthersee Stadion, Klagenfurt, Autriche | Roumanie    | 1-1   | 2 - 3     | Ligue des nations 2020-2021       |
| 2  | 7 octobre 2020     | Wörthersee Stadion, Klagenfurt, Autriche | Grèce       | 2-1   | 2 - 1     | Match amical                      |
| 3  | 28 mars 2021       | Stade Ernst-Happel, Vienne, Autriche     | Îles Féroé  | 2-1   | 3 - 1     | Éliminatoires Coupe du monde 2022 |
| 4  | 21 juin 2021       | Arena Națională, Bucarest, Roumanie      | Ukraine     | 0-1   | 0 - 1     | Euro 2020                         |
| 5  | 1er septembre 2021 | Stade Zimbru, Chișinău, Moldavie         | Moldavie    | 0-1   | 0 - 2     | Éliminatoires Coupe du monde 2022 |
| 6  | 4 septembre 2021   | Stade Sammy-Ofer, Haïfa, Israël          | Israël      | 3-1   | 5 - 2     | Éliminatoires Coupe du monde 2022 |
| 7  | 25 septembre 2022  | Stade Ernst-Happel, Vienne, Autriche     | Croatie     | 1-1   | 1 - 3     | Ligue des nations 2022-2023       |
| 8  | 24 mars 2023       | Raiffeisen Arena, Pasching, Autriche     | Azerbaïdjan | 4-1   | 4 - 1     | Éliminatoires Euro 2024           |
| 9  | 20 juin 2023       | Stade Ernst-Happel, Vienne, Autriche     | Suède       | 1-0   | 2 - 0     | Éliminatoires Euro 2024           |
| 10 | 20 juin 2023       | Stade Ernst-Happel, Vienne, Autriche     | Suède       | 2-0   | 2 - 0     | Éliminatoires Euro 2024           |
| 11 | 21 novembre 2023   | Stade Ernst-Happel, Vienne, Autriche     | Allemagne   | 2-0   | 2 - 0     | Match amical                      |
| 12 | 23 mars 2024       | Tehelné pole, Bratislava, Slovaquie      | Slovaquie   | 0-1   | 0 - 2     | Match amical                      |
| 13 | 26 mars 2024       | Stade Ernst-Happel, Vienne, Autriche     | Turquie     | 5-1   | 6 - 1     | Match amical                      |
| 14 | 4 juin 2024        | Stade Ernst-Happel, Vienne, Autriche     | Serbie      | 2-0   | 2 - 1     | Match amical                      |